# Bohemia Interactive Studio
La Bohemia Interactive Studio, spesso conosciuta più semplicemente come Bohemia Interactive, è un'azienda sviluppatrice di videogiochi indipendente ceca fondata nel 1999.

## Giochi sviluppati
Di seguito la lista di videogiochi sviluppati da Bohemia Interactive:
- Operation Flashpoint: Cold War Crisis - Giugno 2001; Microsoft Windows
- Operation Flashpoint: Gold Edition - Novembre 2001; Microsoft Windows (espansione di Operation Flashpoint: Cold War Crisis)
- Operation Flashpoint: Resistance - Giugno 2002; Microsoft Windows (espansione di Operation Flashpoint: Cold War Crisis)
- Operation Flashpoint: GOTY Edition - Novembre 2002; Microsoft Windows (espansione di Operation Flashpoint: Cold War Crisis)
- Operation Flashpoint: Elite - Ottobre 2005; Xbox
- ArmA: Armed Assault - Febbraio 2007; Microsoft Windows
- ArmA: Queen's Gambit - Settembre 2007; Microsoft Windows (DLC di ArmA: Armed Assault)
- ArmA II - Giugno 2009; Microsoft Windows
- ArmA II: Operation Arrowhead - Giugno 2010; Microsoft Windows (espansione di ArmA II)
- ArmA 2: British Armed Forces - Agosto 2010; Microsoft Windows (DLC di ArmA II)
- ArmA 2: Private Military Company - Novembre 2010; Microsoft Windows (DLC di ArmA II)
- ArmA 2: Firing Range - Luglio 2011; Android, iOS
- Take On Helicopters - Ottobre 2011; Microsoft Windows
- Take On Helicopters: Hinds - Marzo 2012; Microsoft Windows (DLC di Take On Helicopters)
- ARMA 2: Army of the Czech Republic - Agosto 2012; Microsoft Windows (DLC di ArmA II)
- Carrier Command: Gaea Mission - Settembre 2012; Microsoft Windows, Xbox 360
- ArmA III - Autunno 2013; Microsoft Windows
- DayZ - 2013; Microsoft Windows
- ARMA Tactics - 2013; Microsoft Windows
- Arma Reforger - 2022; Microsoft Windows, Xbox seriex X/S